# Scars of Paradise
Scars of Paradise (tidigare Powertrip) är ett svenskt rock/heavy metal-band från Piteå. 
Scars of paradise blev uppmärksammade (som Powertrip) år 2004 med låten Abused. Sedan dess har bandet släppt både en skiva (Cold Black Lie) samt även gjort en musikvideo till sin låt Emptiness som går att se på bandets myspace. Bandet har spelat på många olika festivaler runt om i norra Sverige bland annat PDOL och Luleåkalaset. Bandet har även spelat på SVT och TV4. Skivkontraktet med Sleaszy Rider Records kom år 2006 då deras debutalbum Cold Black Lie kom ut, den 24 augusti släpptes även skivan ut i Europa, USA och Japan.

## Medlemmar
- Viktoria "Vikkis" Johansson – sång
- Peter Uvén – basgitarr
- Per Eriksson – gitarr
- Erik Palmqvist – trummor